# Tysklands volleyballlandshold (damer)
Tysklands volleyballlandshold er Tysklands landshold i volleyball. Holdet tog sølv ved EM i 2011 og 2013.